# Diachasmimorpha fullawayi
Diachasmimorpha fullawayi är en stekelart som först beskrevs av Filippo Silvestri 1912.  Diachasmimorpha fullawayi ingår i släktet Diachasmimorpha och familjen bracksteklar. Inga underarter finns listade i Catalogue of Life.